# Avena sativa
L'avena comune (Avena sativa L., 1753)) è una pianta angiosperma monocotiledone appartenente alla famiglia delle Poacee (o Gramineae, nom. cons.).

## Etimologia
Il nome generico (Avena) deriva da un nome latino per avena (nome volgare della pianta coltivata sin dall'antichità). L'epiteto specifico (sativa) indica una pianta coltivata, non selvatica.
Il nome scientifico della specie è stato definito da Linneo (1707 – 1778), biologo svedese considerato il padre della moderna classificazione scientifica degli organismi viventi, nella pubblicazione "Species Plantarum" (Sp. Pl. 1: 79 - 1753) del 1753.

## Descrizione

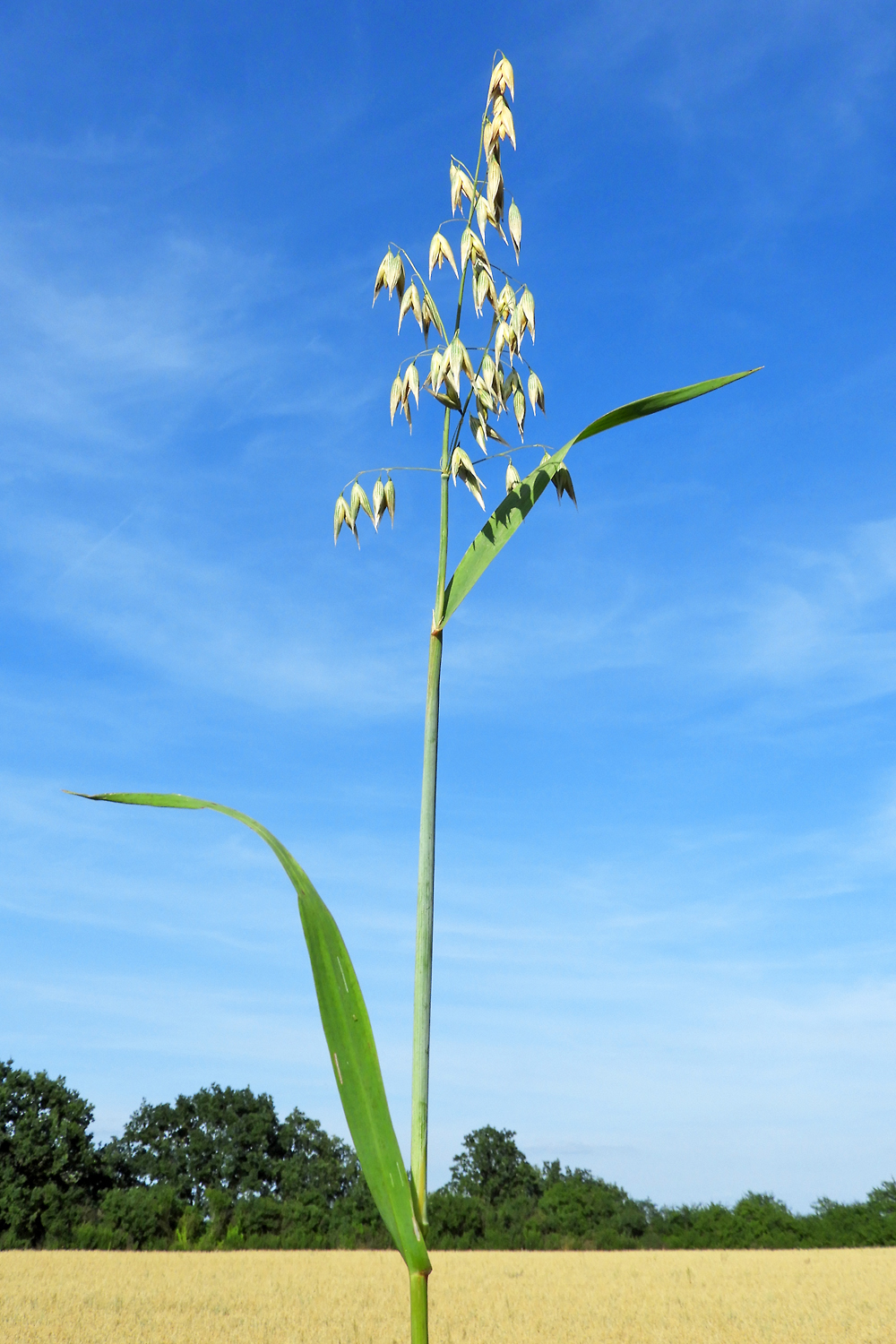
Il portamento

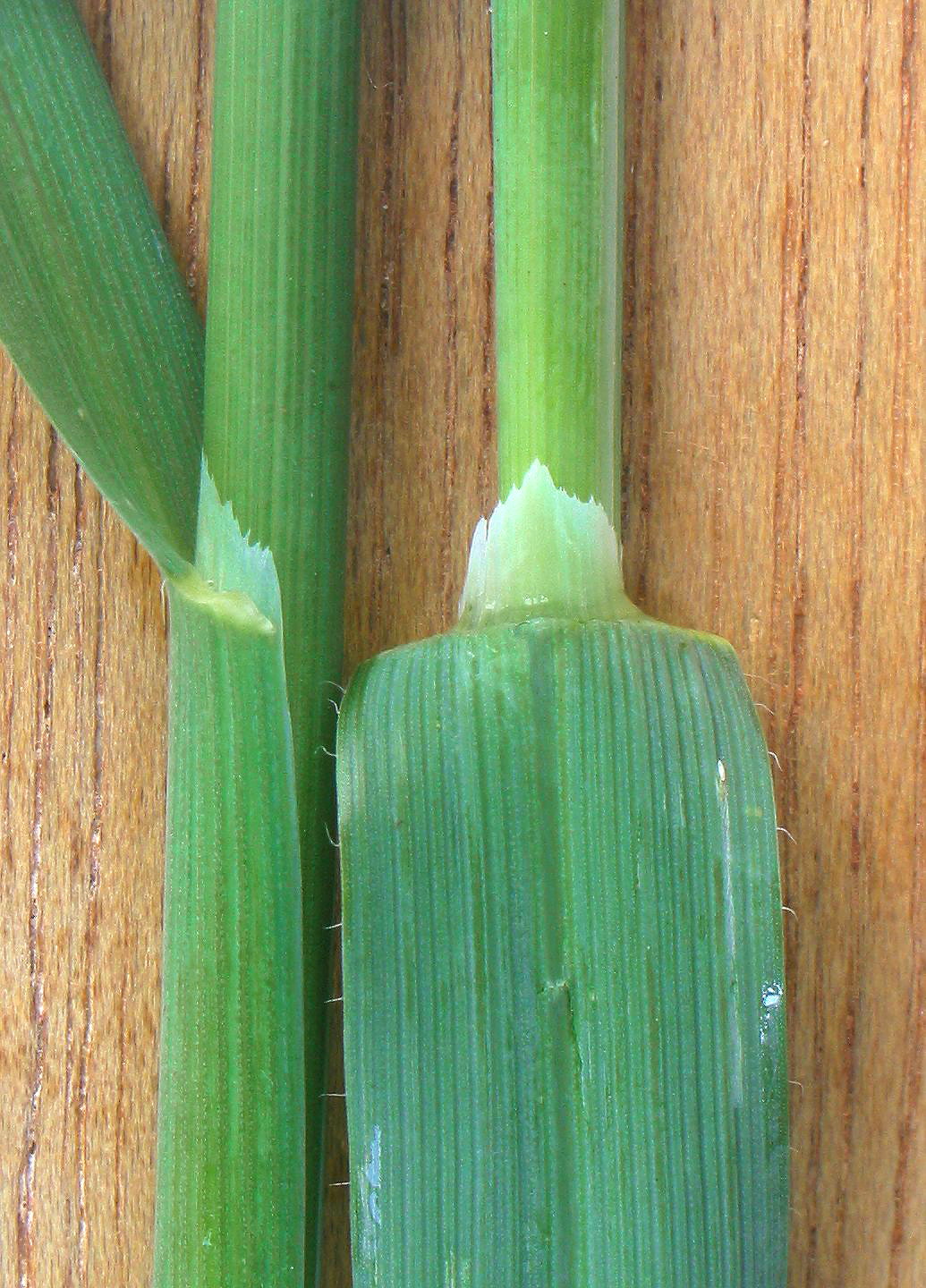
Le foglie

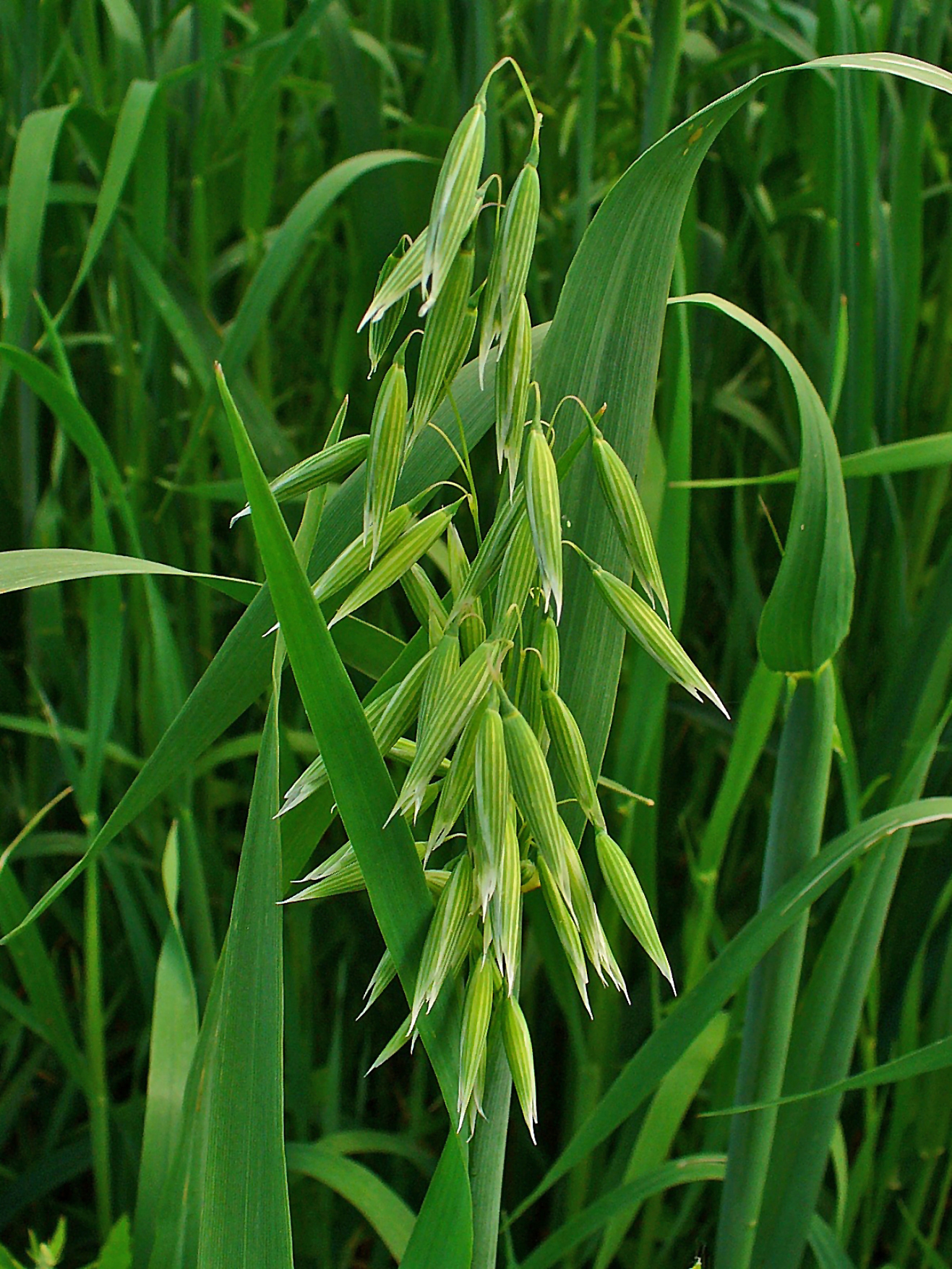
Infiorescenza

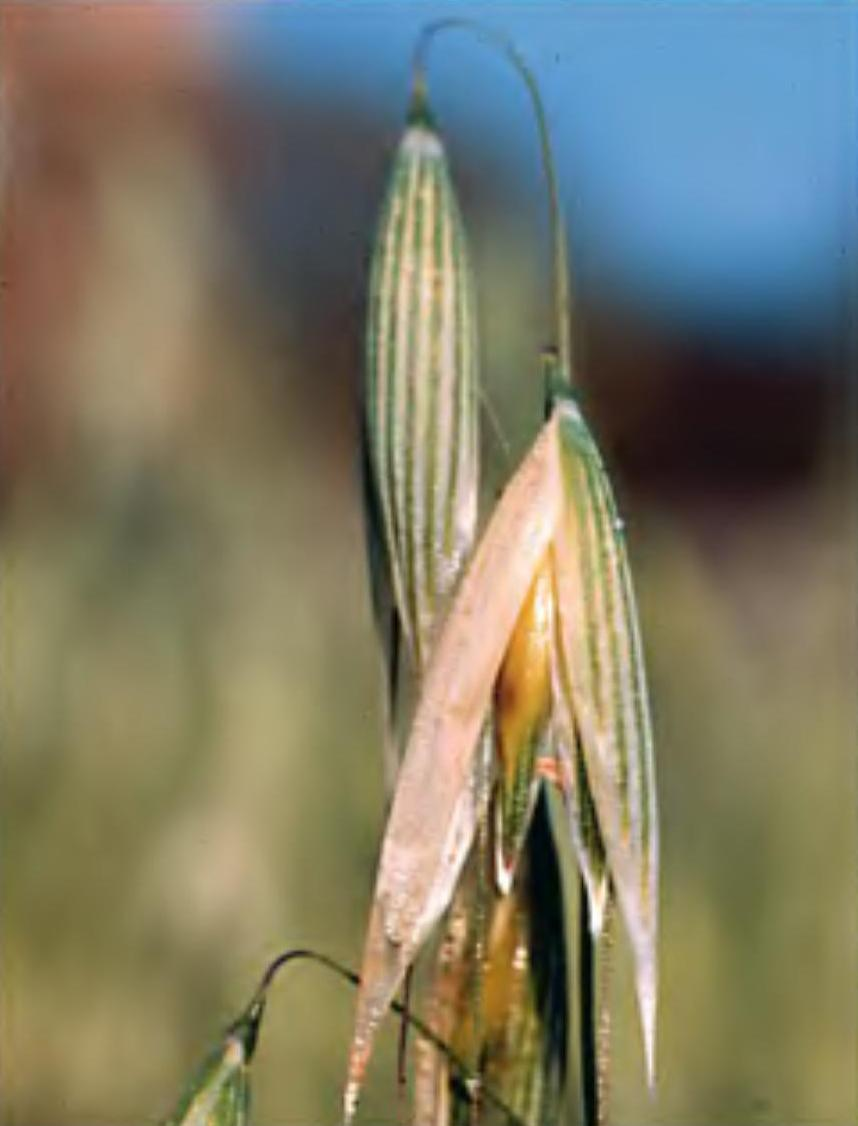
I fiori

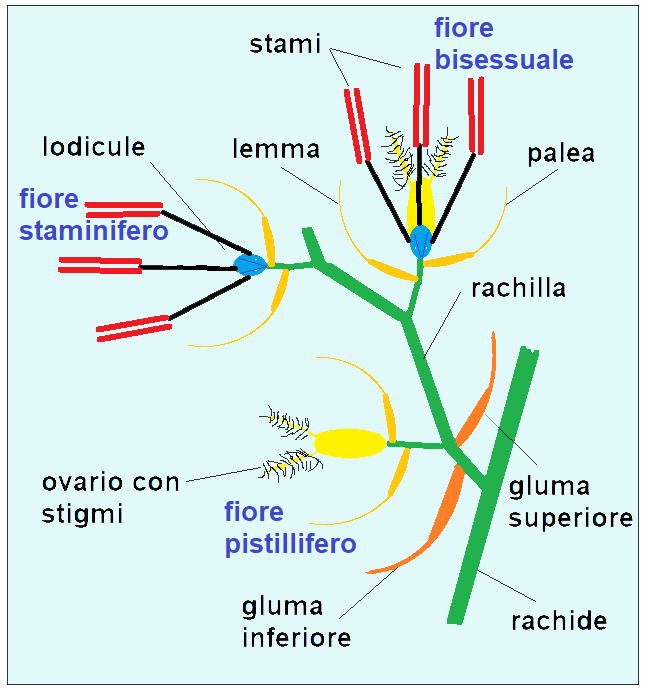
Spighetta generica con tre fiori diversi

Queste piante arrivano ad una altezza di 50 – 120 cm. La forma biologica è terofita scaposa (T scap), ossia in generale sono piante erbacee che differiscono dalle altre forme biologiche poiché, essendo annuali, superano la stagione avversa sotto forma di seme e sono munite di asse fiorale eretto e spesso privo di foglie. Questa pianta in genere è glauca e glabrescente.

### Radici
Le radici sono fascicolate avventizie.

### Fusto
La parte aerea del fusto è un culmo solitario, glabro, ascendente, cavo e snello. I culmi raramente possono essere fascicolati oppure singolarmente genicolati alla base. Sono presenti 2 - 4 nodi per culmo.

### Foglie
Le foglie lungo il culmo sono disposte in modo alterno, sono distiche e si originano dai vari nodi. Sono composte da una guaina, una ligula e una lamina. Le venature sono parallelinervie. Non sono presenti i pseudopiccioli e, nell'epidermide delle foglie, le papille. 
- Guaina: la guaina è abbracciante il fusto e in genere è priva di auricole; le guaine sono glabre o puberule alla base.
- Ligula: la ligula nelle foglie inferiori è acuta; nelle foglie superiori è breve e tronca. Lunghezza della ligula: 3 – 6 mm.
- Lamina: la lamina ha delle forme lineari e piatte (nastriformi) con apice acuminato; la superficie è glabra o scabrosa; i bordi sono cigliati. Il colore è verde glauco. Dimensione della lamina: larghezza 8 – 15 mm; lunghezza 15 – 30 cm

### Infiorescenza
Infiorescenza principale (sinfiorescenza o semplicemente spiga): le infiorescenze, di tipo racemoso terminale (un racemo per infiorescenza), hanno la forma di una ampia e ricca pannocchia piramidale, incurvata all'estremità, formata da diverse spighette disposte unilateralmente. La pannocchia è lungamente peduncolata (il peduncolo è scabro verso il basso). I rami, scabrosi, sono verticillati e allargati in tutte le direzioni. La rachilla si estende oltre i fiori. La fillotassi dell'inflorescenza inizialmente è a due livelli (o a due ranghi), anche se le successive ramificazioni la fa apparire a spirale. Lunghezza della spiga: 10 – 25 cm (massimo 40 cm).

### Spighetta
Infiorescenza secondaria (o spighetta): le spighette, compresse lateralmente con forme da ellittiche a oblunghe, sottese da due brattee distiche e strettamente sovrapposte chiamate glume (inferiore e superiore), sono formate da due o tre fiori. Alla base di ogni fiore sono presenti due brattee: la palea e il lemma. I fiori non sono articolati sul rachide (sono persistenti all'interno delle glume); quindi è il rachide stesso che si rompe con tutti i fiori. Lunghezza delle spighette: 17 – 20 mm.
- Glume: le glume, con forme lanceolate, apice acuto e consistenza erbacea, sono subuguali e possono racchiudere i fiori (sono grandi); possono avere da 9 a 11 venature. Lunghezza 20 – 30 mm.
- Palea: la palea è un profillo lanceolato con alcune venature e margini cigliati.
- Lemma: il lemma, interno all'apice, a consistenza coriacea, nella parte distale è bifido; in genere è glabro con pochi peli basali. Sul dorso è presente una resta inferiormente attorcigliata e ginocchiata. Lunghezza del lemma 12 – 25 mm. Lunghezza della resta: 30 – 50 mm.

### Fiore
I fiori fertili sono attinomorfi formati da 3 verticilli: perianzio ridotto, androceo e gineceo.
- Formula fiorale:[7]

*, P 2, A (1-)3(-6), G (2–3) supero, cariosside.
- Il perianzio è ridotto e formato da due lodicule, delle squame traslucide, poco visibili (forse relitto di un verticillo di 3 sepali). Le lodicule sono membranose e non vascolarizzate.
- L'androceo è composto da 3 stami ognuno con un breve filamento libero, una antera sagittata e due teche. Le antere sono basifisse con deiscenza da una fessura laterale longitudinale. Il polline è monoporato.
- Il gineceo è composto da 3-(2) carpelli connati formanti un ovario supero. L'ovario, pubescente all'apice, ha un solo loculo con un solo ovulo subapicale (o quasi basale). L'ovulo è anfitropo, semianatropo e tenuinucellato o crassinucellato. Lo stilo è breve con due stigmi papillosi e distinti.
- Fioritura: da maggio a luglio.

### Frutti
I frutti sono cariossidi, ossia sono piccoli chicchi indeiscenti, con forme ovoidali, nei quali il pericarpo è formato da una sottile parete che circonda il singolo seme. In particolare il pericarpo è fuso al seme ed è aderente. L'endocarpo non è indurito e l'ilo è lungo e lineare. L'embrione è provvisto di epiblasto; ha inoltre un solo cotiledone altamente modificato (scutello senza fessura) in posizione laterale. I margini embrionali delle foglie non si sovrappongono. A volte l'endosperma è liquido.

## Biologia
Come gran parte delle Poaceae, le specie di questo genere si riproducono per impollinazione anemogama. Gli stigmi più o meno piumosi sono una caratteristica importante per catturare meglio il polline aereo. La dispersione dei semi avviene inizialmente a opera del vento (dispersione anemocora) e una volta giunti a terra grazie all'azione di insetti come le formiche (mirmecoria). In particolare i frutti di queste erbe possono sopravvivere al passaggio attraverso l'apparato digerente dei mammiferi e possono essere trovati a germogliare nello sterco.

## Tassonomia
La famiglia delle Poacee comprende circa 800 generi e oltre 9.000 specie. È una delle famiglie più numerose e più importanti del gruppo delle monocotiledoni. La famiglia è suddivisa in 12 sottofamiglie, il genere Avena fa parte della sottofamiglia Pooideae, tribù Poeae, sottotribù Aveninae.

### Filogenesi
La sottotribù Aveninae fa parte della tribù Poeae Dumort., 1824 e quindi della supertribù Pooidae L. Liu, 1980. All'interno della tribù, la sottotribù Aveninae appartiene al gruppo con le sequenze dei plastidi di tipo "Poeae" (definito "Poeae chloroplast groups 1" o anche "Plastid Group 1 (Poeae-type)").
All'interno delle Aveninae si individuano due subcladi. Avena si trova nel primo clade insieme ai generi Arrhenatherum e Helictotrichon. Le specie di Avena formano una serie complessa di poliploidi. La specie di questa voce fa parte della sezione Avena, contenente tutte specie esaploidi. Un recente studio del gene 3-fosfoglicerato chinasi un enzima del plastidio nucleare (chiamato Pgk1) su 14 diplodi, 8 tetraploidi e 4 esaploidi del genere Avena ha evidenziato tre genomi principali (A - C - D) e diversi sottocladi, assegnando alla specie di questa voce il genoma ACD (esaploide) derivato probabilmente da un evento di allopoliploidizzazione indipendente.
Le seguenti sono sinapomorfie relative a tutta la sottofamiglie (Pooideae):
- la fillotassi dell'inflorescenza inizialmente è a due livelli;
- le spighette sono compresse lateralmente;
- i margini embrionali della foglia non si sovrappongono;
- l'embrione è privo della fessura scutellare.

Per il genere Avena è stata individuata la seguente sinapomorfia: l'ilo è lineare.
Il numero cromosomico di A. sativa è: 2n = 42 (esaploide).

### Sottospecie
Questa specie è una pianta polimorfa (il numero cromosomico è di tipo esaploide) e quindi soggetta a variabilità. Non tutte le checklist riconoscono le sottospecie indicate (sono considerate sinonimi della specie principale). 

#### Sottospeciesativa
- Nome scientifico: Avena sativa L. subsp. sativa.[22]
- Descrizione: è la stirpe più importante (vedere la descrizione principale).
- Geoelemento: il tipo corologico (area di origine) è Mediterraneo / Occidentale-Asiatico. È un specie nativa dell'Iran e dell'Iraq.
- Distribuzione: è una specie coltivata, comune nel settentrione d'Italia e spesso inselvatichita. Nel resto del Mondo, ovunque è più o meno coltivata.[1]
- Habitat: gli habitat tipici sono i campi, gli incolti e le stazioni ruderali. Il substrato preferito è calcareo ma anche siliceo con pH neutro, alti valori nutrizionali del terreno che deve essere secco.
- Distribuzione altitudinale: sui rilievi queste piante si possono trovare fino a 1.300 m s.l.m.; nelle Alpi frequentano quindi i seguenti piani vegetazionali: collinare, montano e in parte quello subalpino (oltre a quello planiziale – a livello del mare).
- Fitosociologia: dal punto di vista fitosociologico alpino Avena sativa appartiene alla seguente comunità vegetale:
  - Formazione: delle comunità terofiche pioniere nitrofile
    - Classe: Stellarietea mediae

#### Sottospecieorientalis
- Nome scientifico: Avena sativa L. subsp. orientalis (Schreb.) Jess., 1863[8][22][23]
- Basionimo: Avena orientalis Schreb., 1771
- Descrizione: è meno alta (50 – 100 cm); la pannocchia è contratta, lineare e strettamente unilaterale.
- Geoelemento: il tipo corologico (area di origine) è Occidentale-Asiatico (Kazakistan).
- Distribuzione: la coltura di questa sottospecie è quasi del tutto abbandonata.
- Habitat: gli habitat tipici sono i campi, gli incolti e le stazioni ruderali. Il substrato preferito è calcareo ma anche siliceo con pH neutro, medi valori nutrizionali del terreno che deve essere secco.
- Distribuzione altitudinale: sui rilievi queste piante si possono trovare fino a 1.300 m s.l.m.; nelle Alpi frequentano quindi i seguenti piani vegetazionali: collinare e montano (oltre a quello planiziale – a livello del mare).
- Fitosociologia: dal punto di vista fitosociologico alpino Avena sativa appartiene alla seguente comunità vegetale:
  - Formazione: delle comunità terofiche pioniere nitrofile
    - Classe: Stellarietea mediae

#### Sottospeciechinensis
- Nome scientifico: Avena sativa L. subsp. chinensis (Roem. & Schult.) Conert, 1985.[24]
- Basionimo: Avena nuda var. chinensis Roem. & Schult.
- Distribuzione: in Europa è presente in Germania.

#### Sottospeciemacrantha
- Nome scientifico: Avena sativa L. subsp. macrantha (Hack.) Mordv., 1936.[25]
- Basionimo: Avena sativa var. macrantha Hack.
- Distribuzione: è presente nella Transcaucasia e in Anatolia; in Italia si trova al Centro.[26]

#### Sottospeciepraegravis
- Nome scientifico: Avena sativa L. subsp. praegravis (E.Krause) Tab. Morais.[26]
- Distribuzione: in Italia si trova al Centro.

### Ibridi
La specie di questa voce può ibridarsi con Avena fatua generando fiori pubescenti. In genere gli ibridi possono essere ben sviluppati dove le due specie crescono insieme.

### Sinonimi
Questa entità ha avuto nel tempo diverse nomenclature. L'elenco seguente indica alcuni tra i sinonimi più frequenti:
- Avena algeriensis Trab.
- Avena anglica Roem. & Schult.
- Avena cinerea Roem. & Schult.
- Avena dispermis Mill.
- Avena distans Schur
- Avena fatua subsp. praegravis (E.Krause) Malzev
- Avena fatua subsp. sativa (L.) Thell.
- Avena flava Roem. & Schult.
- Avena fusciflora Schur
- Avena geogica Zuccagni
- Avena georgiana Roem. & Schult.
- Avena grandis Nevski
- Avena hungarica Lucá
- Avena macrantha (Hack.) Nevski
- Avena mutata Samp.
- Avena mutica Krock.
- Avena nodipilosa (Malzev) Malzev
- Avena orientalis Schreb.
- Avena pendula Gilib.
- Avena podolica Pascal ex Zuccagni
- Avena polonica Schwägr. ex Schmalh.
- Avena ponderosa L. ex B.D.Jacks.
- Avena praecocioides Litv.
- Avena praecoqua Litv.
- Avena pseudosativa (Thell.) Herter
- Avena racemosa Thuill.
- Avena sativa f. arundinacea (Peterm.) Soó
- Avena sativa var. brachytricha (Thell.) Tzvelev
- Avena sativa var. flavescens (Peterm.) Soó
- Avena sativa var. fuscoatra (Peterm.) Soó
- Avena sativa subsp. macrantha (Hack.) Rocha Afonso
- Avena sativa var. macrotricha (Malzev) Tzvelev
- Avena sativa var. microtricha (Malzev) Tzvelev
- Avena sativa convar. nodipilosa (Malzev) Tzvelev
- Avena sativa var. pilifera (Malzev) Tzvelev
- Avena sativa var. praegravis E.Krause
- Avena sativa var. subuniflora (Trab.) Tzvelev
- Avena sexflora Larrañaga
- Avena shatilowiana Litv.
- Avena tatarica Ard.
- Avena thellungii Nevski
- Avena trabutiana Thell.
- Avena trisperma Roem. & Schult.
- Avena unilateralis Brouss. ex Roem. & Schult.

## Coltivazione
L'avena discende da A. sterilis, un'avena selvatica che si è diffusa come erba infestante di grano e orzo dalla Mezzaluna fertile (una regione che si estende dalle coste del Mediterraneo orientale all'altopiano iranico) all'Europa. Fu addomesticata circa 3.000 - 4.500 anni fa, e nelle condizioni più umide e fredde dell'Europa, favorevoli all'avena, presto divenne un cereale importante a sé stante ai margini più freddi dell'Europa.
L'avena viene generalmente seminata all'inizio della primavera e raccolta in piena o tarda estate; nelle regioni meridionali dell'Europa e del Nord America può essere seminata anche in autunno. La specie più diffusamente coltivata è Avena sativa, mentre Avena fatua, nota con il nome comune di avena folle, è considerata una pianta infestante difficile da eliminare, che cresce in Europa, nel Nord America e in Asia.

### Statistiche colturali
| Pos. | Paese       | migliaia di t | Pos. | Paese       | migliaia di t |
| ---- | ----------- | ------------- | ---- | ----------- | ------------- |
| 1    | Russia      | 4.569         | 9    | Ucraina     | 750           |
| 2    | Canada      | 3.334         | 10   | Svezia      | 746           |
| 3    | Stati Uniti | 1.667         | 11   | Bielorussia | 609           |
| 4    | Australia   | 1.353         | 12   | Brasile     | 547           |
| 5    | Polonia     | 1.311         | 13   | Argentina   | 536           |
| 6    | Finlandia   | 1.073         | 14   | Regno Unito | 534           |
| 7    | Germania    | 964           | 15   | Spagna      | 528           |
| 8    | Cina        | 800           |      | Mondo       | 23.954        |

Fonte: FAO, Faostat, 2006

### Avversità
Gli insetti più nocivi che attaccano l'avena sono: l'afide grande (Sitobion avenae), la cecidomia (Mayetiola avenae) e la calandra (Calandra granaria). I funghi più dannosi sono il carbone (Ustilago avenae), la ruggine coronata (Puccinia coronifera), l'elmintosporiosi (Helminthosporium avenae) e il mal del piede (Ophiobolus graminis).

## Caratteristiche nutrizionali e proprietà
Al momento del raccolto i chicchi d'avena consistono di cariossidi (frutti) altamente digeribili avvolte da un tegumento non digeribile. L'avena integrale è un alimento ricco di carboidrati (circa 64%) e di fibre (dal 12 al 14%), mentre è meno ricca di proteine (12%) e di grassi (7%). Ha invece un buon contenuto di sali minerali, soprattutto calcio, magnesio, potassio, silicio e ferro, rendendola un ottimo remineralizzante.
Rispetto alle varietà comuni fino a qualche tempo fa, quelle attualmente coltivate hanno rese più elevate e sono più ricche di proteine e di sostanze energetiche; sono inoltre più resistenti alla ruggine, ai virus e alle aggressioni di insetti. Se consumata sotto forma di cereali ottenuti dai chicchi tostati, l'avena è un'ottima fonte di proteine e di tiamina o vitamina B1.
Fu descritta già da Plinio il Vecchio. Essendo molto nutriente, l'avena integrale è ideale nelle convalescenze e durante l'allattamento. Possiede una buona percentuale di lisina.
Regola la tiroide, rinforza i tendini e le ossa.
Veniva somministrata ai cavalli per un buono sviluppo dei muscoli.
È utile come integratore a chi soffre di insonnia, depressione e disordini dell'appetito. Questo perché contiene due alcaloidi: la gramina, un composto indolico che pare agire sul recettore del neurotrasmettitore acido gamma-amminobutirrico o GABA; e l'avenalumina, che sembra agire positivamente sul metabolismo delle catecolammine.
Regola il colesterolo attraverso la presenza di alcuni composti steroidei (triterpenoidi e saponine) chiamati avenacine e avenacosidi A e B.
L'avena è priva di glutine, ma nelle preparazioni industriali è spesso contaminata con altri cereali contenenti glutine.
Contiene carboidrati a lenta digestione, fibre, amido, proteine, grassi insaturi e ha un basso indice glicemico, il che la rende un alimento adatto ai diabetici.
È ricca di sali minerali, come potassio, calcio, fosforo e ferro e contiene anche le vitamine B, C ed E, contiene l’avenina, una sostanza che ha effetti benefici per l’energia del nostro corpo, il sistema nervoso e la tiroide. Favorisce la digestione, abbassa il colesterolo, e aiuta a combattere stress e depressione, ha inoltre proprietà lassative che aiutano in caso di stipsi. Inoltre previene l'osteoporosi grazie agli alti livelli di calcio.
Grazie alle sue proprietà viene molto utilizzata in campo cosmetico, in quanto risulta essere di aiuto per la pelle secca, sensibile e disidratata, e sembra che aiuti a rinforzare i capelli.

### Glutine
Tutte le varietà di avena in vendita, se contaminate da altri cereali, contengono il glutine. Invece la cosiddetta farina d'avena "pura", quindi senza glutine, si riferisce all'avena non mescolata con altri cereali contenenti glutine. Quest'ultimo tipo è anche conosciuta con la controversa definizione di "avena senza glutine", etichetta che è stata usata in molti paesi per molto tempo in quanto essi avevano bisogno di distinguerla dall'avena contaminata dal glutine presente negli altri cereali con cui veniva mescolata. Oggi, nella maggior parte dei casi, solo leggendo la lista degli ingredienti è possibile identificare eventuali alimenti contenenti glutine.
Studi recenti mostrano che le varie cultivar di avena hanno contenuti differenti di prolammine, potenzialmente tossiche per i celiaci. Alcune varietà di avena pura sembrano avere un basso grado di tossicità e alcuni esperti ritengono che potrebbero essere incluse nella dieta priva di glutine, ma sarebbe essenziale conoscere esattamente la varietà utilizzata e attualmente non esiste alcuna regolamentazione in proposito. Pertanto, chi soffre di sensibilità al glutine deve rivolgersi a un medico per conoscere la quantità di avena che può assimilare. A dispetto del nome, etichettature come "avena pura", "avena senza glutine" o "farina d'avena priva di glutine" non sono varietà del tutto senza glutine.

## Economia
I chicchi di avena vengono destinati all'alimentazione umana o animale; le piante verdi sono spesso messe a fieno, immagazzinate nei silos e utilizzate come foraggio, mentre le piante essiccate costituiscono un ottimo materiale da lettiera per il bestiame. L'avena rappresenta un'importante coltura da rotazione nelle aziende agricole che dispongono di bestiame e di terreno arabile.
L'avena contiene antiossidanti che impediscono ai cibi grassi di irrancidire; per questa proprietà, viene generalmente usata come additivo di diversi cibi e nella produzione delle carte in cui si avvolgono gli alimenti.
Uno dei principali prodotti industriali ottenuti da questo cereale è il furfurolo, una sostanza chimica derivata dal tegumento della cariosside, utilizzata come solvente in alcuni processi di raffinazione industriale.
Inoltre, l'avena viene impiegata in distilleria per la produzione del whiskey.

### Mercato dell'avena
L'Oat è il contratto futures con cui si scambia l'avena sui mercati finanziari.

#### Fattori
Il prezzo dell'avena è influenzato dai seguenti fattori:
- Produzione: il Dipartimento dell'Agricoltura degli Stati Uniti d'America (USDA) pubblica dati mensili sulla produzione globale, il consumo, il commercio e le scorte di avena. I commercianti monitorano attentamente questi numeri per rilevare eventuali carenze o eccedenze di forniture. Negli ultimi anni, questi numeri sono stati molto coerenti con solo piccole fluttuazioni di anno in anno nella produzione e nel consumo. Tuttavia, improvvise sorprese positive o negative potrebbero muovere i mercati. I trader dovrebbero monitorare le date di questi rilasci in quanto possono produrre condizioni di trading volatili. Anche la domanda internazionale è un fattore chiave nella determinazione del prezzo dell'avena. Ad esempio, solo tre paesi rappresentano oltre il 45% di tutte le esportazioni agricole statunitensi.
- Clima: il tempo meteorologico colpisce tutte le colture agricole e l'avena non fa eccezione. Se i raccolti soffrono a causa di un gelo prolungato o di una siccità prolungata, i prezzi dell'avena potrebbero aumentare. D'altra parte, condizioni meteorologiche ideali potrebbero produrre un raccolto eccezionale e abbassare i prezzi. Un fattore che attenua in qualche modo il ruolo che il clima gioca nei prezzi dell'avena è la natura globale della produzione. A differenza di prodotti come il caffè o il succo d'arancia, dove la produzione è fortemente concentrata in un piccolo numero di paesi, la produzione di avena è distribuita in molte regioni. Le cattive condizioni di crescita in una regione del mondo sono talvolta compensate da condizioni favorevoli in un'altra area. Tuttavia, il meteo ha ancora il potenziale per incidere sui prezzi.
- Mercato del mais: poiché l'uso principale dell'avena è come cereale da foraggio, il prezzo dei cereali da foraggio concorrenti, in particolare il mais, può influire sul suo prezzo. Se il prezzo dell'avena aumenta significativamente più del mais, gli agricoltori potrebbero spostarsi verso il mais per il loro mangime. Naturalmente, se i prezzi dell'avena sono significativamente inferiori a quelli del mais, il consumo di avena potrebbe aumentare. Negli ultimi decenni, il prezzo dell'avena è stato fortemente correlato ai prezzi del mais. Molti professionisti scambiano lo spread tra queste due materie prime acquistando quella storicamente a buon mercato e vendendo contemporaneamente quella storicamente costosa. I trader che cercano indizi sui prezzi dell'avena dovrebbero prestare attenzione allo spread tra queste due materie prime.

## Galleria d'immagini

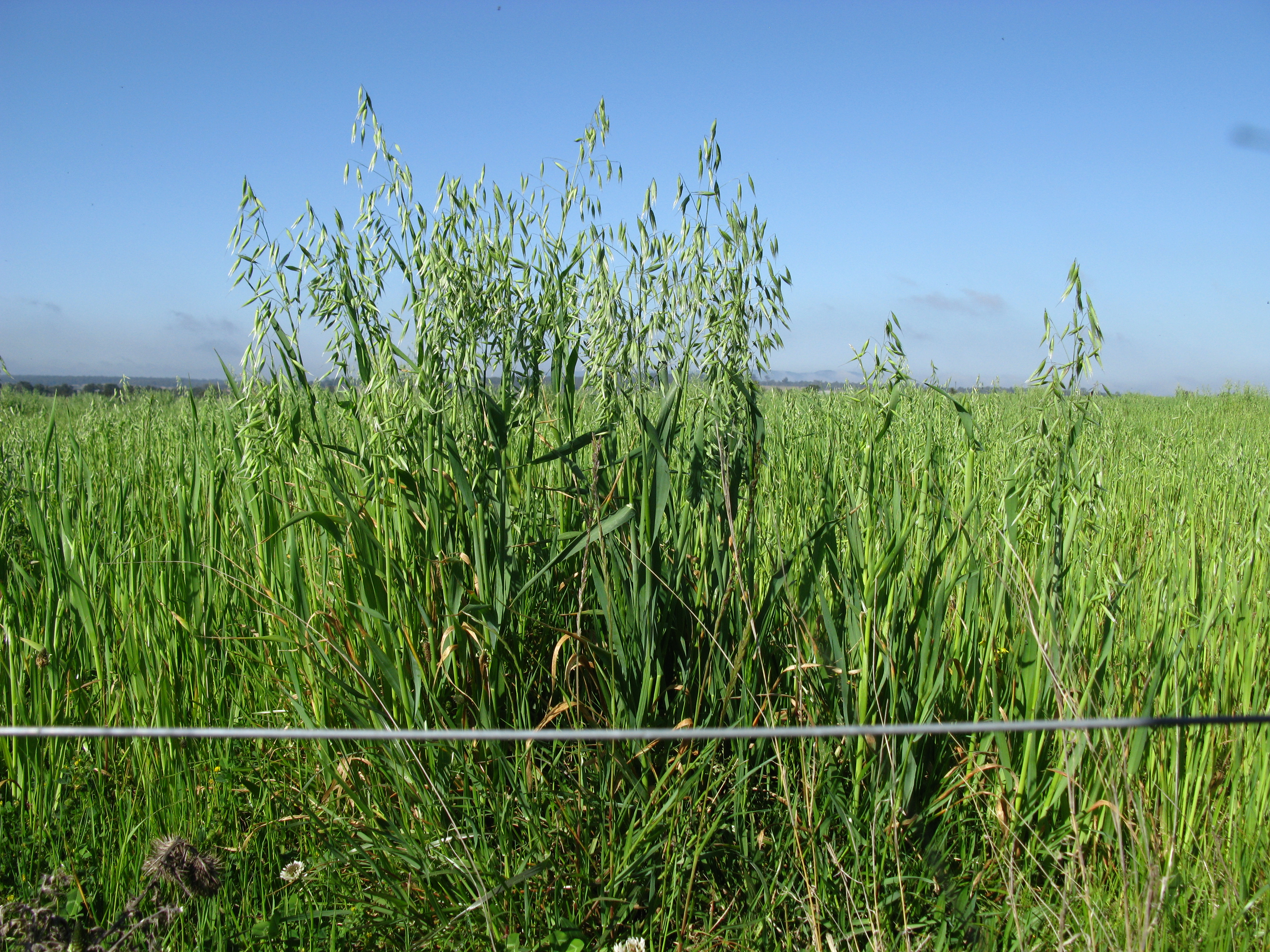
Piante di avena.
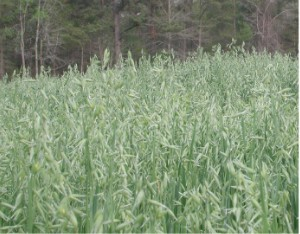
Campo di avena in California.